# HEC Alumni
Az HEC Alumni 1883-ban létrehozott nonprofit szervezet, az École des Hautes Etudes Commerciales (HEC Paris) francia üzleti iskola volt diákjainak egyesülete.

## Történelem
Az öregdiákok egyesületét 1883. június 20-án alapították, 2 évvel az iskola 1881-es alapítása után. Eleinte Association des Anciens Elèves de l'École des Hautes Etudes Commerciales-nak hívták. Az 1901. július 1-i törvény és az 1901. augusztus 16-i rendelet az irányadó.
1900. január 11-én közhasznúvá nyilvánították.
Az egyesület a Conférence des Grandes écoles tagja.

## Célja
Alapszabályában[forrás?] meghatározott céljai a következők:
- baráti kapcsolatokat hozzon létre és tartson fenn a HEC Paris entitások végzett hallgatói között;
- segítséget nyújtani azoknak a partnereknek, akiknek segítségre van szükségük;
- a gazdasággal, gazdálkodással és vállalkozással kapcsolatos műszaki ismeretek terjesztése a nyilvánosság előtt;
- hozzájárul a francia vállalatok külföldi és nemzetközi kereskedelemben való jelenlétének és befolyásának fejlesztéséhez;
- minden eszközt meg kell tenni a HEC Paris szervezetei és az iskola által kiadott diplomák értékének megőrzésére és ismertségének növelésére Franciaországban és külföldön.

## Publikációk
Az egyesület havi folyóiratot ad ki HEC stories címmel.
Évente alumni névjegyzéket is kiad.

## Tagjai
Az egyesület együttműködik a WATs4U-val (World Alumni Talents for You), valamint más nagyszerű iskolákkal, mint például az École Polytechnique, a CentraleSupélec stb.

## Szervezet
Az Igazgatóság 2022-ben 24 tagból áll, köztük 22 választott diplomás, az iskola egy képviselője és a HEC Alapítvány egy képviselője.